# Chrysotoxum triarcuatum
Chrysotoxum triarcuatum es una especie de mosca sírfida. Es endémica de las Canarias occidentales (España).